# Ucayalimiervogel
De ucayalimiervogel (Oneillornis lunulatus) is een zangvogel uit de familie Thamnophilidae.

## Verspreiding en leefgebied
Deze soort komt voor in het westelijke Amazonegebied in oostelijk Ecuador en oostelijk Peru, ten westen van de Napo- en de Ucayalirivier.

## Status
De grootte van de populatie is niet gekwantificeerd maar de soort wordt omschreven als vrij algemeen. Op de Rode lijst van de IUCN heeft deze soort de status niet bedreigd.